# Superdiversität
Superdiversität (englisch Superdiversity oder Super-diversity) ist ein sozialwissenschaftliches Konzept, das vom US-amerikanischen Soziologen Steven Vertovec eingeführt wurde, um die Komplexität hochgradig diverser Gesellschaften zu beschreiben.

## Begriff
Der Begriff wurde erstmals 2007 vom US-amerikanischen Soziologen Steven Vertovec verwendet. Er wies damit darauf hin, dass moderne Gesellschaften wie die Großbritanniens um ein Vielfaches diverser seien, als sie es jemals zuvor waren. Der klassische Diversitäts-Begriff wurde ihm zufolge in der interkulturellen Forschung, vor allem in der Integrationsforschung, entlang der Dimension Ethnizität betrachtet. Der Begriff Superdiversität soll den klassischen Diversitätsbegriff dahingehend erweitern, dass sich die Gesellschaft nicht mehr in homogene Gruppen aufteilt, sondern diese Gruppen auch in sich divers sind („diversification of diversity“). Durch diesen Ansatz werden Migrantengruppen in sich weiter differenziert und weitere Dimensionen (z. B. Aufenthaltstitel, Arbeitsmarktbeteiligung, Genderrollen, Alter, Wohnsituation und soziales Umfeld) und ihr Zusammenspiel gewinnen an Bedeutung. Die Vorhersehbarkeit der „Kategorie 'Migrant'“ und damit verbundene soziokulturelle Erscheinungen sei nicht mehr gegeben. „Etablierte Großkategorien“ wie „türkisch“ oder „afghanisch“ verlören ihren Sinngehalt, „da die Gruppen, die sie bezeichnen, selbst von hoher Heterogenität geprägt sind.“
Zudem träfen laut Vertovec neue Migrationsbewegungen häufig auf Gesellschaften, die bereits divers sind. Damit lege sich eine neue Ebene der Diversität auf die bereits bestehende: Es entsteht Super-Diversität. Diese neue soziale Komplexität erfordere einen neuen zusammenfassenden Begriff (engl. summary term).
Das Hauptkennzeichen der Superdiversität sei das Zusammenwirken unterschiedlicher Dimensionen aus Herkunftsland (z. B. Ethnizität, Sprache, lokale Identität, kulturelle Werte und Praktiken), Migrationsweg (engl. „Migration Channel“) (z. B. Einfluss des Gender, Vorhandensein sozialer Netzwerke) und Rechtsstatus (z. B. legaler Status, Wohnsituation, sozioökonomische Implikation).
Vertovec verweist selbst darauf, dass die Idee der unterschiedlichen Dimensionen von Diversität nicht neu sei, jedoch die stärkere Dynamik ihres Zusammenspiels in einer Einwanderungsgesellschaft den Begriff Superdiversität als Überbegriff angebracht mache.
Auch wenn der englische Begriff Superdiversity um einiges geläufiger ist, verwendet Vertovec für den deutschen Sprachraum die Übersetzung Superdiversität.

### Resonanz des Begriffs
Ursprünglich entwickelt für die Beschreibung der Sozialstruktur in London (2007) wird der Begriff für eine „multidimensionale Perspektive auf Diversität“ und die Auswirkung auf Integration in vor allem urbanen Einwanderungsgesellschaften auf der ganzen Welt verwendet. Auch in anderen Wissenschaftsdisziplinen als der Soziologie hat der Begriff Einschlag gefunden, vor allem in der Geografie, Ethnologie, Soziolinguistik und Public Health. Dabei habe sich der Begriff, so Vertovec in einem Review von 326 zugehörigen Publikationen, mittlerweile teilweise verselbständigt und andere als die ursprünglich intendierte Bedeutung erhalten.
Superdiversität wird auch in der Urbanistik betrachtet, etwa an den Beispielen Rotterdam und Lissabon.
In der Soziolinguistik wird der Begriff Superdiversität u. a. durch Blommaert/Rampton in einen Bezug zur linguistischen Anthropologie gestellt und hilft bei der Untersuchung des Zusammenspiels von Soziostrat, Kultur und Sprache.
In Deutschland befasst sich vor allem das Max-Planck-Institut zur Erforschung multireligiöser und multiethnischer Gesellschaften der Universität Göttingen mit dem Begriff. Ein namhaftes spezifisches Institut in England ist das Institute for Research into Superdiversity an der Universität Birmingham. In den Niederlanden wurde an der Universität Tilburg das Babylon Center for the Study of Superdiversity gegründet.

## Gesellschaftliche Auswirkungen der Superdiversität
Superdiversität bewirke laut Vertovec neue Netzwerke, Hierarchien und Stratifikationen innerhalb der Gesellschaft. Damit einher gehen verstärkte Auseinandersetzung auch unter neuen Gesichtspunkten zu folgenden Themen des Integrationsdiskurses:
- Diskriminierung und Rassismus (z. B. die Critical Whiteness-Theorie),
- Wohnsituationen und Segregation,
- Identitätsfragen, Kosmopolitismus und Kreolisierungsaspekte (z. B. Mehrsprachigkeit),
- Neue Migrationsrouten und Sekundärmigration (z. B. Zuwanderung von Gruppen, die bislang wenig Verbindung zum Zielland hatten, bspw. Algerier via Frankreich nach Großbritannien),
- Verknüpfung von Transnationalismus und Integration (z. B. die Frage ob Transnationalismus Integration behindert oder fördert).

Paul Spoonley (Massey University und IZA) verweist darauf, dass superdiverse Städte und Regionen häufig besonders produktiv und innovativ seien und die Diversität den Konsum und Investitionen stimulierte, andererseits jedoch auch Spannungen bringe, da der Mehrheitsgesellschaft Identifikationsmerkmale verloren gingen und die Sorge um den Fortbestand der sozialen Kohäsion bestehe. Die Vorbehalte gegen Diversität könnten dabei zu Diskriminierung führen.
Jens Schneider stellt heraus, dass in einer superdiversen Gesellschaft die „geläufige Vorstellung von Integration ihre Bedeutung [verliere]. Es [werde] mehr und mehr unklar, wer sich wo und wie zu integrieren hat, da sich alle notwendigerweise auf die eine oder andere Art und Weise anpassen müssen.“